# Nonnodesmus niger
Nonnodesmus niger är en mångfotingart som beskrevs av Carl Graf Attems 1953. Nonnodesmus niger ingår i släktet Nonnodesmus och familjen fingerdubbelfotingar. Inga underarter finns listade i Catalogue of Life.